# Neues Museum
El Neues Museum (Museo Nuevo) está situado al norte (detrás) del Altes Museum (Museo Antiguo), en la  Isla de los Museos de Berlín. Fue construido entre 1843 y 1855 según los planos de Friedrich August Stüler, un discípulo de Karl Friedrich Schinkel. El museo fue gravemente dañado durante la Segunda Guerra Mundial (en algunas zonas, solo se conservaron los muros exteriores), pero ha sido reconstruido y en octubre de 2009 se organizó su reapertura. 
El Neues Museum fue el segundo museo en construirse en la “Isla de los Museos” y fue pensado como una ampliación para albergar las colecciones que no podían ser exhibidas en el Altes Museum. Entre éstas se encontraban las colecciones de modelos en yeso, objetos del Antiguo Egipto, colecciones históricas y prehistóricas  (Museum der vaterländischen Altertümer), la colección etnográfica y la de grabados (Kupferstichkabinett). 
La exhibición incluye una sala sobre el Antiguo Egipto y colecciones de Prehistoria e Historia, igual que lo hizo antes de la guerra. Entre los objetos que se exponen, destaca la famosa escultura de la reina egipcia Nefertiti.
Como parte del complejo de Museos de la Isla, o como edificio individual, el museo es un fiel exponente de la arquitectura neoclásica del siglo XIX. Con sus nuevos métodos de construcción industrializada y al ser uno de los primeros edificios en utilizar acero en su estructura, el museo es un importante hito en la historia de la tecnología. 

## La construcción del museo

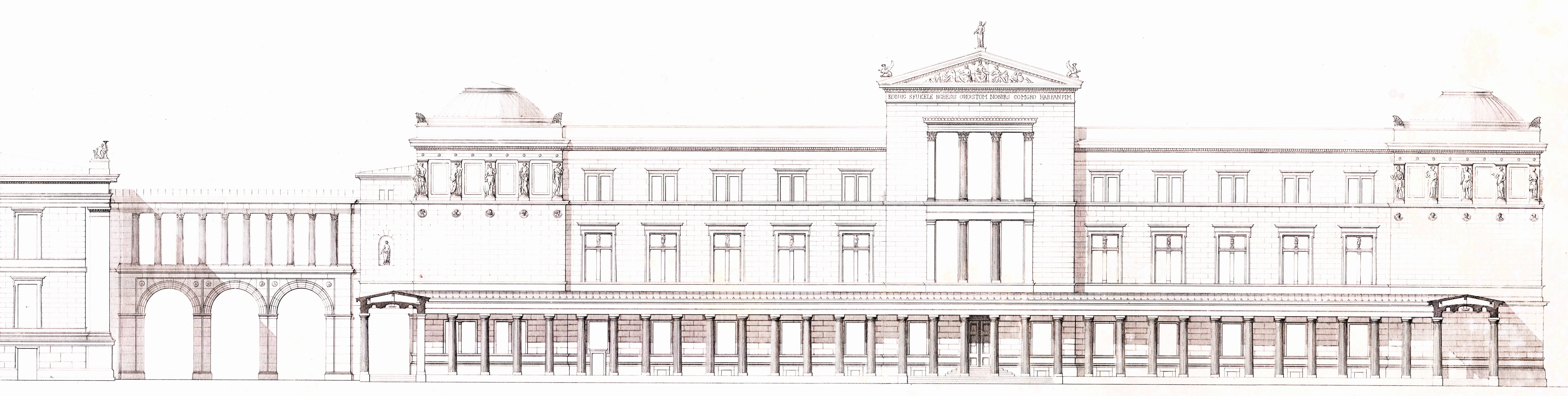
Fachada del Neues Museum y la columnata, por Friedrich August Stüler. Das Neue Museum in Berlin, Riedel 1862.

La construcción del Neues Museum comenzó el 19 de junio de 1841, bajo los auspicios de un comité establecido por Federico Guillermo IV de Prusia, que incluía al conservador de los Museos Reales, Ignaz von Wolfers, así como a Friedrich August Stüler. El rey, con su Consejo de Ministros de Gobierno, ya había ordenado que el proyecto de construcción se asignara a Stüler el 8 de marzo de 1841.
La mala calidad del terreno se puso de manifiesto rápidamente, cuando los trabajadores descubrieron depósitos de diatomeas justo debajo de la superficie. Por lo tanto, se montó toda una estructura a base de pilares, con una superficie igual al total del edificio entero, compuesto por 2.344 pilotes de cimentación de madera entre 6,9 y 18,2 m de largo. Para los pilotes enterrados se usó un motor a vapor de cinco caballos de fuerza (3,7 kW), cuya potencia podía incrementarse si fuera necesario a 10 CV (7,5 kW). Se llevaron bombas para retirar el agua de la obra en construcción, elevadores y máquinas de la mezcla de mortero. El boletín de la Asociación de Arquitectura de Berlín documentó la construcción y los nuevos dispositivos técnicos.
El 6 de abril de 1843, cuando se llevó a cabo la ceremonia de la primera piedra, ya se habían construido los cimientos y los sótanos. La construcción de los muros se terminó a finales de 1843, y en 1844 se realizó la cubierta plana del museo. En 1845, se completó la estructura de acero, los forjados, la bóveda del techo y los revestimientos de ladrillo de la galería que conecta con el Altes Museum. 
Para transportar los materiales provenientes del otro lado del río, se utilizó un servicio auxiliar ferroviario. Una máquina a vapor Am Kupfergraben sirvió para impulsar el elevador que cargaba los materiales hasta cada una de las plantas del museo. También se usaron carriles para transportar los materiales de construcción. 
En 1846, los obreros empezaron a trabajar en la fachada del edificio, además de las esculturas del frente, y también se inició la limpieza de los interiores. Las escaleras de mármol se empezaron a montar en el edificio. Los trabajos avanzaron rápidamente durante 1847 y se comenzaron a instalar los costosos accesorios del interior del museo. Pero en marzo del año siguiente, debido a la Revolución alemana de 1848, se produjeron varios retrasos en las obras de construcción, aunque nunca fueron completamente interrumpidas. 

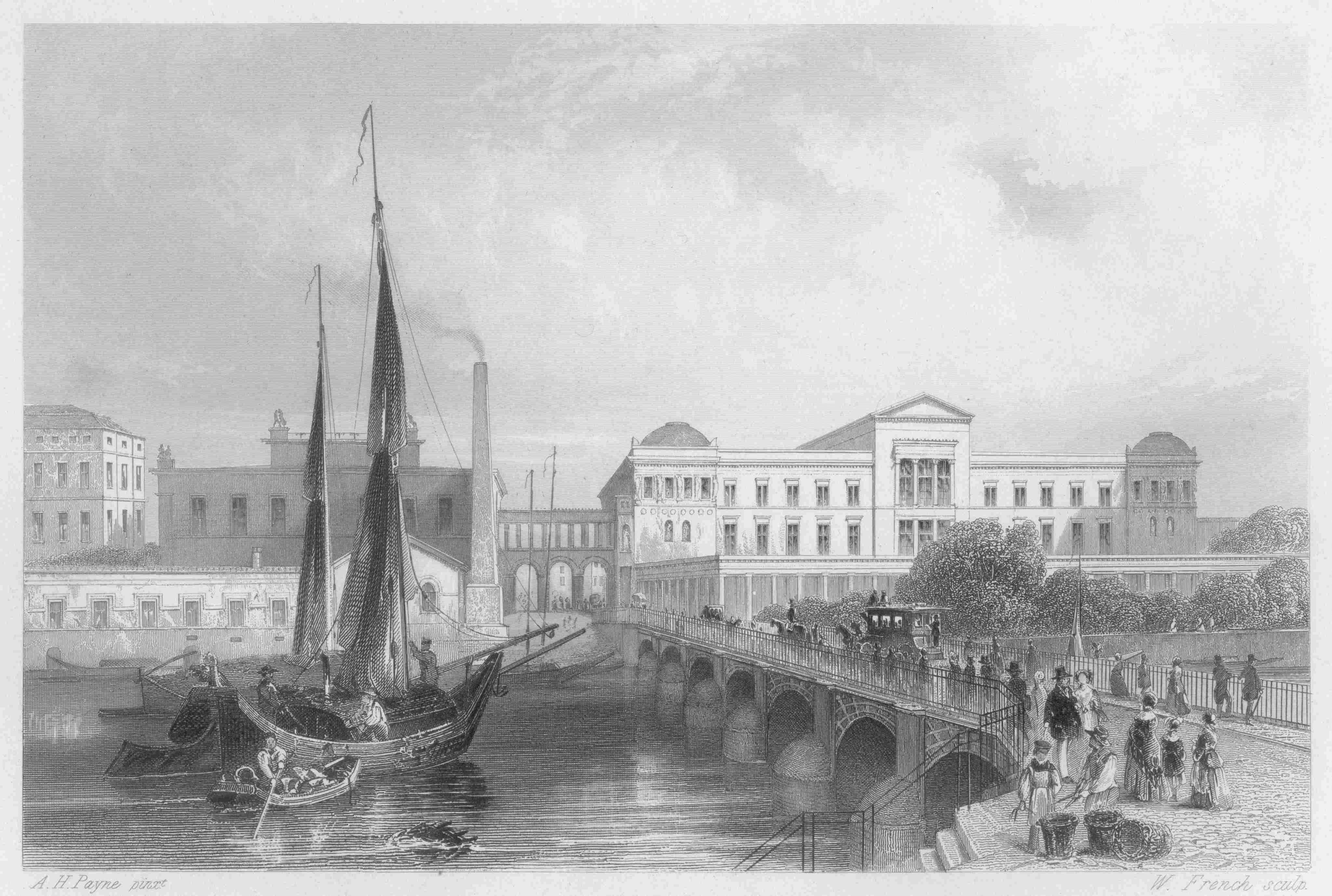
El Neues Museum en 1850 (visto desde Friedrichsbrücke).

Tan pronto como se terminaron las respectivas zoas, se inició la instalación de las colecciones, hasta que finalmente el museo fue inaugurado y abierto al público en 1855, si bien los trabajos de decoración interior, en particular los frescos de las paredes y la escalera, se prolongaron hasta 1866.
El interior (parcialmente destruido) del Neues Museum se encuentra entre los últimos ejemplos sobrevivientes que aún conservan su diseño interior de ese período en Alemania, desde que el interior clásico y adornado de la sala Glyptothek y la Alte Pinakothek de Múnich fueron destruidas durante la Segunda Guerra Mundial.
El Neues Museum es un ícono importante en la historia de la construcción y la tecnología. Con su característica construcción en acero, es el primer edificio monumental de Prusia en aplicar de forma coherente estas nuevas técnicas posibilitadas por la industrialización. 

### Antes de la Segunda Guerra Mundial
Cuando se abrió el Neues Museum, en la planta baja se encontraban las colecciones egipcias, la de temas patrióticos y la colección etnográfica. Las colecciones en yeso moldeado de esculturas griegas y romanas de la antigüedad, las obras bizantinas, las piezas de estilo románico, arte gótico, las obras del Renacimiento y las de arte clásico ocupaban el primer piso. La colección de acuarelas y grabados se hallaban en la sala llamada Kunstkammer. Una colección de maquetas arquitectónicas, muebles, modelos de arcilla, cerámicas, recipientes de vidrio y artículos religiosos compartían la segunda planta, junto con pequeñas obras de arte de la Edad Media y la época moderna. 

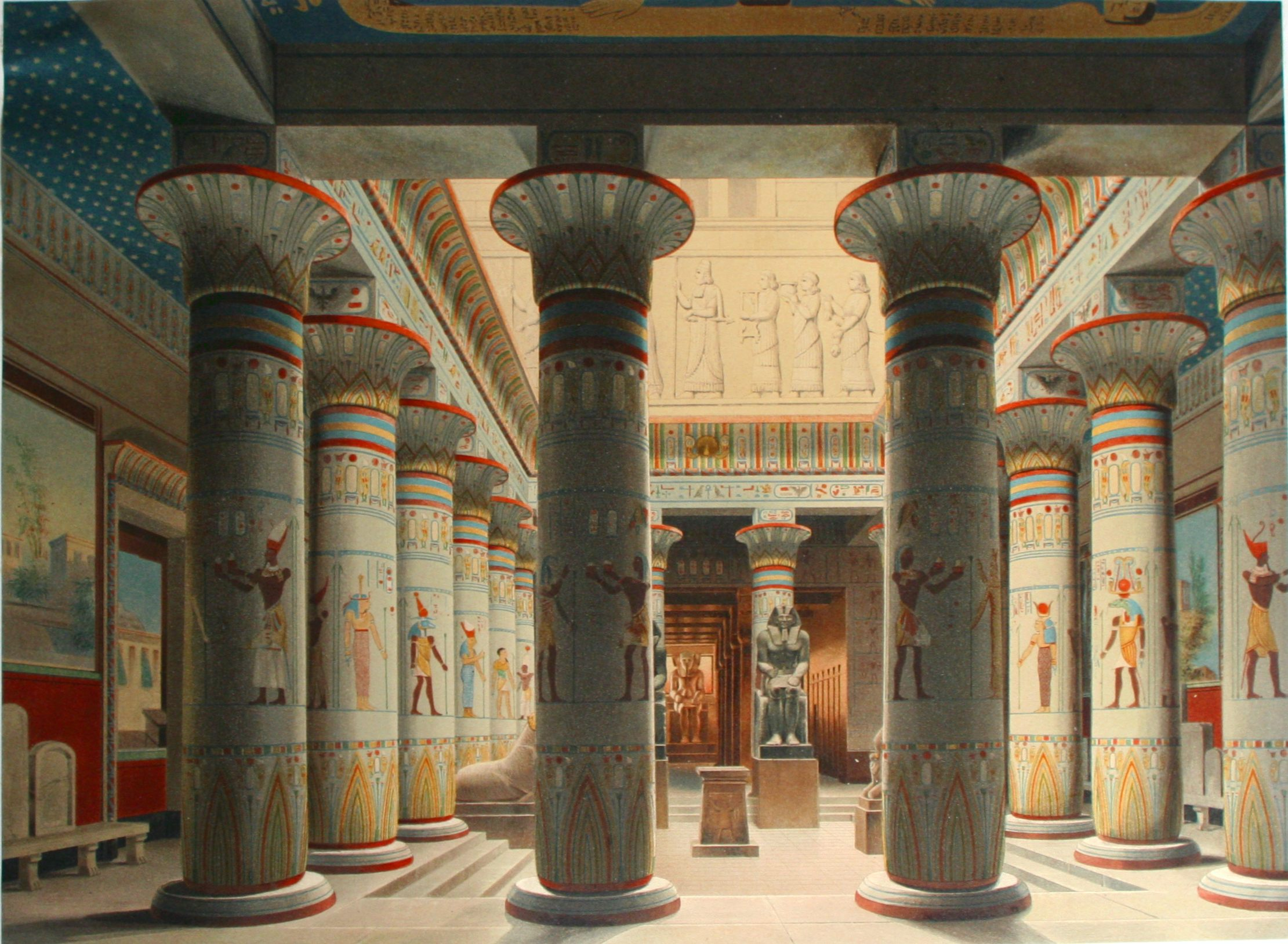
El Patio Real Egipcio, diseñado por Friedrich August Stüler”, Neues Museum en Berlín, Riedel 1862.

El Museo de Etnología (Völkerkundemuseum), fundado en 1873, se mudó a un edificio propio en 1886 en la Königgrätzerstrasse. Este edificio fue destruido durante la Segunda Guerra Mundial. A esto se debe la destrucción de la colección etnográfica, la colección de antigüedades patrióticas y parte de la colección de la "Sala de arte". 
El recientemente fundado Museo de Artes y Oficios (Kunstgewerbemuseum) tomó posesión de los casi 7000 objetos restantes de la "Sala de arte" en 1875, y también se trasladó a su propio edificio, el Martin Gropius Bau, en 1881. Las zonas que quedaron en la planta baja albergan la colección egipcia de nuevo, mientras que las zonas del segundo piso fueron ocupadas por la colección de frescos y grabados.
De 1883 a 1887, se construyó en el museo una entreplanta adicional, aunque no era visible desde el exterior. La colección de vaciados de yeso, una pieza central entre las colecciones del momento, creció durante el curso del siglo XIX para convertirse en una de las más extensas y más completas colecciones expuestas. Sin embargo, debido a un cambio en el gusto del público, se entregaron entre 1916 y 1920 (con la excepción de las estatuas mayores) a la Universidad de Berlín, donde fueron destruidos en gran medida durante la Segunda Guerra Mundial. En las salas del primer piso, se instalaron la colección de vasijas del museo de antigüedades, así como la colección de papiros del Museo Egipcio. 
Los cambios en la planta baja, desde 1919 hasta 1923, dieron lugar por primera vez a cambios sustanciales en el edificio original. En el patio griego, el ábside fue eliminado, el patio fue cubierto con un techo de vidrio y se agregó un piso nuevo a la misma altura que la planta baja. También se habilitaron varias habitaciones y nuevas vitrinas para exponer la colección de Amarna. 

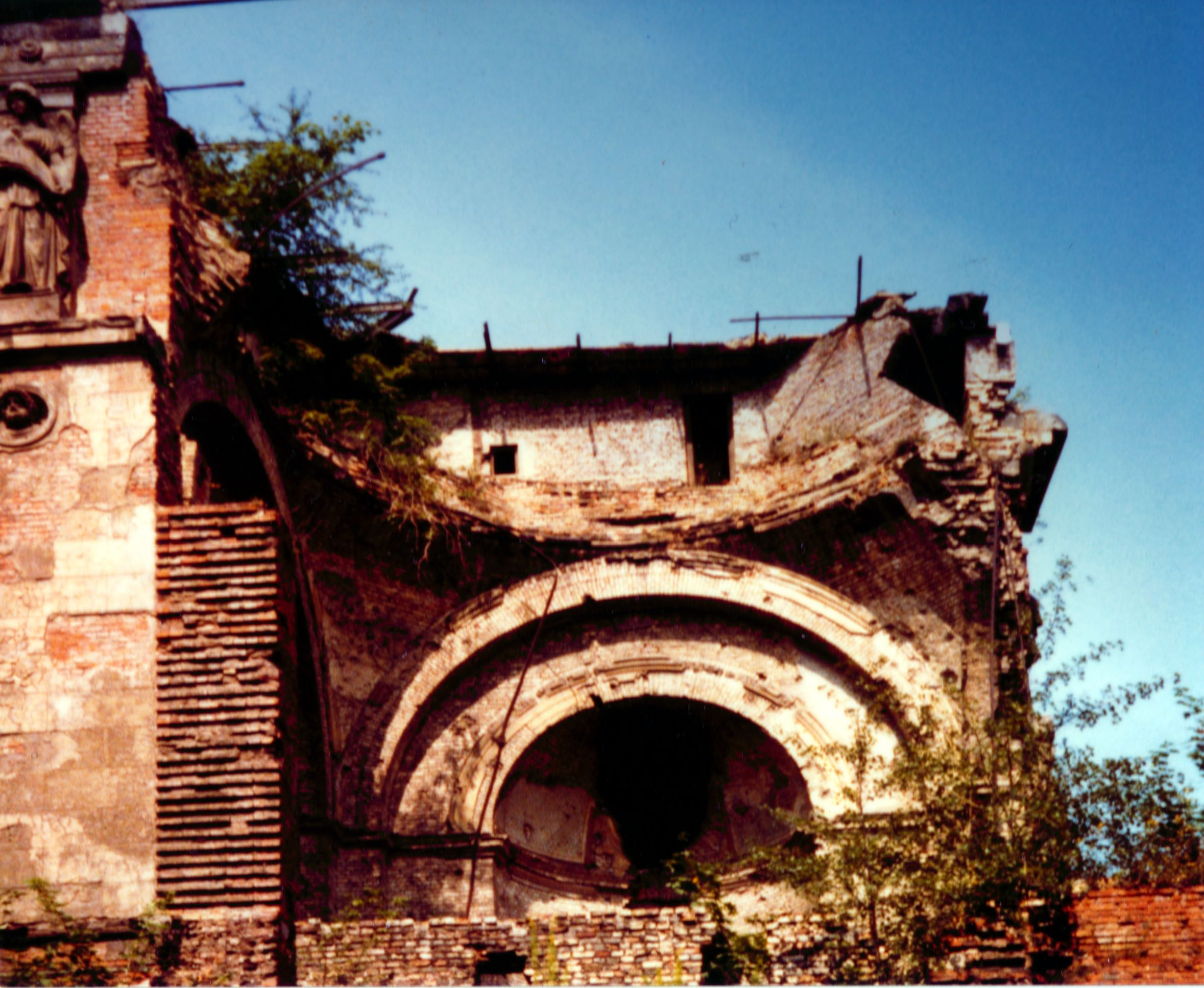
Las ruinas del museo en 1984 (vista de la sala de la cúpula sur).

En las zonas adyacentes de la planta baja, se añadieron falsos techos para obtener modernas salas de exposición cubriendo las decoraciones originales. La destrucción en la Segunda Guerra Mundial siguió a estas destrucciones internas de la disposición original del museo. En los bombardeos del 23 de noviembre de 1943, fue destruida la escalera central y sus frescos, junto con otros grandes tesoros de la historia humana. En febrero de 1945, las bombas destruyeron el ala noroeste y la conexión con el Altes Museum, y se dañó el ala suroeste, así como la fachada sureste (risalit).

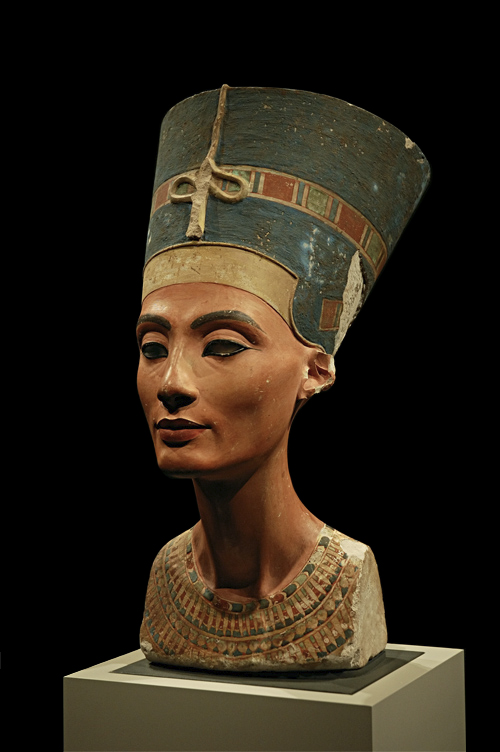
El Busto de Nefertiti.

### Después de la Segunda Guerra Mundial
En el período posterior a la guerra, las ruinas del Neues Museum fueron abandonadas y entraron en descomposición durante un largo período. Otros museos de la Isla de los Museos utilizaron las zonas menos dañadas del edificio como depósito temporal. 
Los trabajos de reconstrucción se iniciaron en 1986, pero fueron abandonados varias veces, y en el proceso de restauración (tanto evitable como inevitablemente) varias partes históricas del edificio se fueron perdiendo. Por ejemplo, se eliminaron los últimos restos del patio de Egipto. 
Destinados para su reconstrucción, numerosas secciones y fragmentos del original fueron extraídos y guardados. Después de la consolidación de los cimientos y los muros, el edificio empezó a ser reconstruido con fecha prevista de finalización para el año 2009. Este trabajo se hizo en el marco del Plan Maestro de la Isla de los Museos de Berlín, con un costo de aproximado de 295 millones de euros. El ala noroeste y el sur de la fachada este, que fueron completamente destruidas en la guerra, se reconstruyeron siguiendo los planos del arquitecto inglés David Chipperfield, con una forma muy parecida a su disposición original. Después de la reapertura del 2009, el museo alberga el Museo Egipcio y la colección de papiros con su famoso busto de la reina Nefertiti y otras obras de arte de la época del rey Akhenaton.
Algunas piezas de otras colecciones importantes, como los objetos de la Edad de Piedra y de épocas prehistóricas del Museo de Prehistoria e Historia Temprana de Berlín, también están en la exhibición. También volvieron a su lugar de origen las colecciones de dos museos de Berlín.

## El edificio
Tal como fue originalmente construido, el Neues Museum es casi rectangular, con el eje longitudinal del edificio (105 m), orientado de norte a sur, paralelo a la calle al oeste, al otro lado del río Spree conocida como Am Kupfergraben. Su ancho es de 40 m. El edificio es casi perpendicular al Altes Museum, con la Bodestraße entre ellos. El puente que conecta los dos museos (destruido durante la Segunda Guerra Mundial) era de 6,9 m de ancho y 24,5 m de largo, y poseía tres arcos. La escalera principal se encuentra en el centro del edificio, que es el punto más alto de la construcción (102 ft, 31 m tall).
Las tres alas principales conforman dos patios interiores, el patio griego y el egipcio. El patio norte dedicado a Egipto fue cubierto con un techo de cristal desde el principio, pero el patio griego solo fue cubierto con un techo de cristal entre 1919 y 1923.
Planta baja (Erdgeschoss): 1) Patio griego 2) Patio egipcio 3) Vestíbulo principal 4) Salón patriótico 5) Vestíbulo sur 6) Salón abovedado 7) Salón etnográfico 8) Sala al pie de las escaleras 9) Salón histórico 10) Hipóstila 11) Sala de las tumbas egipcias 12) Galería mitológica 

Planta alta (Stockwerk): 13) Escalera principal 14) Bacchus Room 15) Salón romano 16) Sala de la cúpula sur 17) Conexión con el Altes Museum 18) Sala de la Edad Media 19) Sala "Bernward" 20) Sala moderna 21) Salón griego 22) Gabinete de Laocoonte 23) Sala de Apolo 24) Sala de la cúpula norte 25) Salón nubio.

## La reapertura en 2009

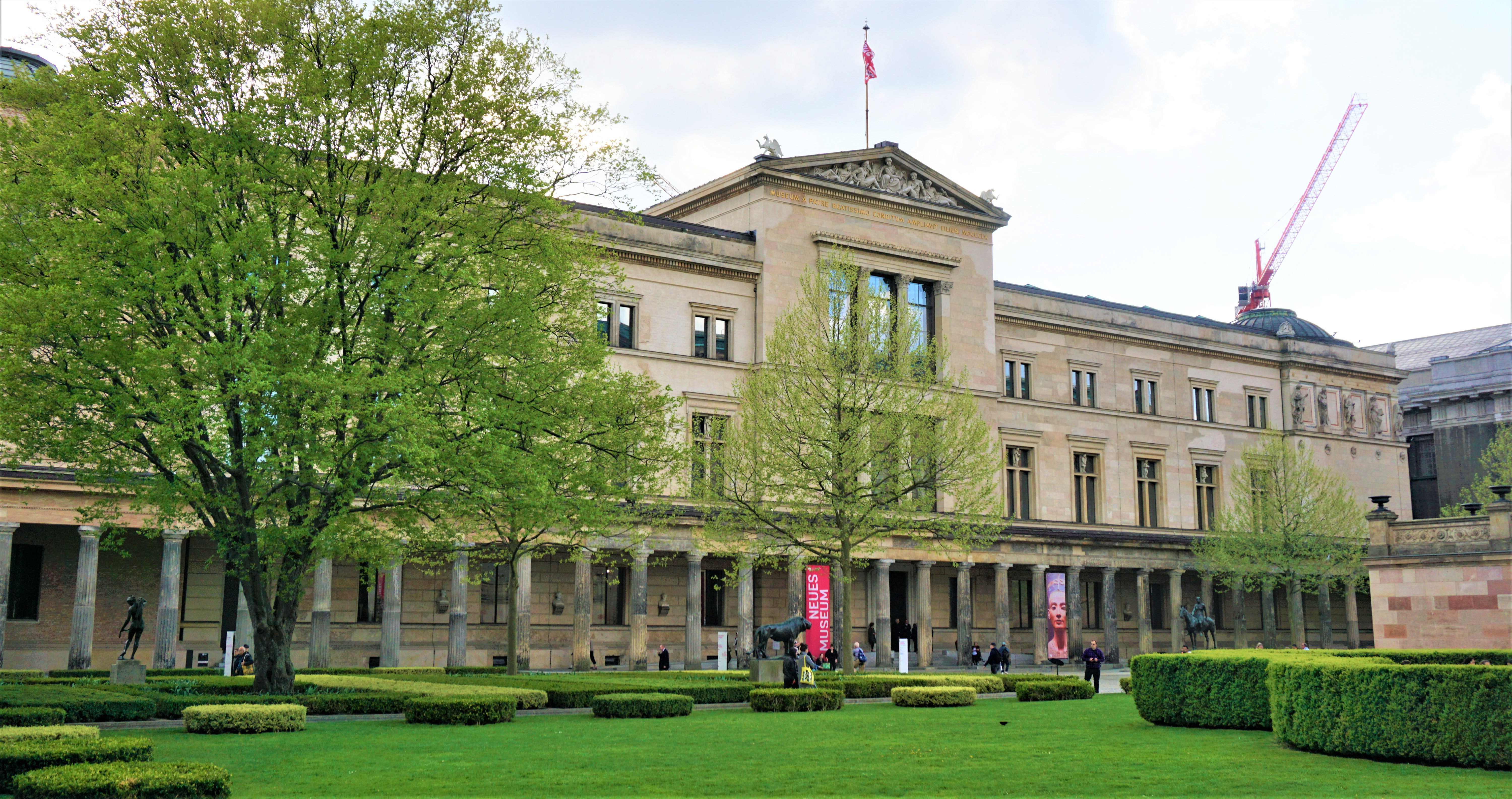
Vista de la fachada

En enero de 2006, Chipperfield ya había realizado un trabajo similar: la remodelación del Museo Moderno de Literatura Alemán (Literaturmuseum der Moderne) solicitado por el Archivo de Literatura Alemana de Marbach am Neckar (Deutsches Literaturarchiv Marbach). 
En 2006, el arquitecto estimaba que la fecha de finalización de la restauración del Neues Museum estaba a punto de llegar a su término. La ciudad de Berlín prevé que unos cuatro millones de visitantes anuales (en 2006 hubo 1,5 millones de visitas) arribarán a la Isla después de la restauración de los edificios de la Isla de los Museos. Un nuevo edificio de recepción para los visitantes, denominado el "Cubo", también se finalizó en 2009. 
La construcción del "Cubo", que costará alrededor de 60 millones de euros, se suspendió temporalmente, ya que Chipperfield temía que se hallara en peligro el progreso de autorización de las obras en el Neues Museum (de acuerdo con ZDF, la segunda cadena de televisión alemana). En vista del costo total del plan maestro de la Isla de los Museos (estimado en 1,500 millones de €, de los cuales 295 millones son para el Neues Museum, la controversia sobre los 60 millones de € para el "cubo" parece desproporcionada no solo para el arquitecto. El 11 de marzo de 2006, un informe de la ZDF comentó que "si la suspensión de la planificación no se levanta antes de finales de 2006, el edificio de entrada (el "Cubo") no podrá ser terminado a tiempo. La idea de que los baños portátiles y cajeros automáticos, que ahora están temporalmente en ese lugar, todavía estén allí para la fecha de inauguración, es muy poco halagador para uno de los Patrimonios culturales de la Humanidad."
Sin embargo, el 24 de junio de 2003, la Comisionada del Gobierno Federal para Asuntos Culturales y Medios de Comunicación, Christina Weiss, dijo en ocasión de la ceremonia de inicio de la reconstrucción del Neues Museum, que el plan maestro es "casi como la cuadratura de un círculo, es hacer hincapié en los edificios como herencia histórica, que, lógicamente, dirigirá el flujo de los visitantes y estarán preparados para exhibir una infraestructura moderna". 
Si el ministerio de supervisión de la reconstrucción es capaz de cuadrar el círculo y todo va según el plan, en 2009 el Neues Museum también formará parte del "Paseo Arqueológico", que será un pasaje subterráneo que conectará todos los edificios de la Isla de los Museos, con la excepción de la Galería de Arte Nacional. 
El Neues Museum pasará a formar una parte importante del contexto arquitectónico histórico de la Isla de los Museos. El Neues Museum está siendo restaurado y ampliado con nuevas galerías de estilos similares a los anteriores a su destrucción, un marco digno para las colecciones del Museo Egipcio y el Museo de Prehistoria e Historia Temprana. 
Por último, el edificio representará al final un monumento perdurable, que era la piedra fundamental de la idea de su primer arquitecto, Friedrich August Stüler, cuyo deseo era que «todo el edificio debe constituirse en un centro de interés mental de las personas, con tal gusto que no sea posible encontrar otro igual en otras capitales de Europa».
El día 17 de octubre de 2009, el Neues Museum se reabre al público. Esta obra fundamental de la historia del arte del Siglo XIX (1843-1855), diseñada por Friedrich August Stüler.